# Hysterochelifer tauricus
Espèce
Hysterochelifer tauricus est une espèce de pseudoscorpions de la famille des Cheliferidae.

## Distribution
Cette espèce est endémique de Turquie. Elle se rencontre dans les monts Taurus.

## Description
La femelle holotype mesure 4,3 mm.

## Étymologie
Son nom d'espèce lui a été donné en référence au lieu de sa découverte, les monts Taurus.

## Publication originale
- Beier, 1963 : Pseudoskorpione aus Anatolien. Annalen des Naturhistorischen Museums in Wien, vol. 66, p. 267-277 (texte intégral).